# Discocerina brunneonitens
Discocerina brunneonitens är en tvåvingeart som beskrevs av Cresson 1940. Discocerina brunneonitens ingår i släktet Discocerina och familjen vattenflugor. Inga underarter finns listade i Catalogue of Life.